# 女儿河
女儿河，位于中华人民共和国辽宁省西南部的一条河流，是小凌河右岸支流，发源于兴城市药王满族乡叶家屯村五顶山五股泉，蜿蜒向东北流经药王乡、葫芦岛市连山区新台门镇、山神庙子乡、钢屯镇、南票区暖池塘镇后注入乌金塘水库，出库后转东流，经黄土坎乡、台集屯镇、金星镇、锦州市太和区汤河子街道、女儿河街道等地，最后在锦州市区汇入小凌河。河流全长124.9千米，流域面积1492.59平方千米，河道平均比降1.49‰，年均径流量2.17亿立方米。